# Beatriz Talegón Ramos
Beatriz Talegón Ramos (Madrid, 5 de maig de 1983) és una política i jurista espanyola. Va créixer a Guadalajara (Castella-la Manxa), on va estudiar piano, anglès i francès. És llicenciada en Dret per la Universitat d'Alcalá.

## Trajectòria política
Es va afiliar al PSOE el 2004, i va començar la seva carrera política ocupant el càrrec de regidora del seu poble, Cabanillas del Campo. D'aquí va passar a ser assessora tècnica a l'Oficina de la regió manxega i, més tard, assessora del Grup Socialista al Parlament Europeu.
Des de 2012 va exercir el càrrec de secretària general de la Unió Internacional de Joventuts Socialistes, que comprèn organitzacions juvenils de partits socialistes, socialdemòcrates i laboristes de més de 100 països del món. Va aconseguir notorietat pública el febrer de 2013 quan criticà els líders socialistes en una reunió de la Internacional Socialista celebrada a Cascais (Portugal), a la qual assistien delegats d'un centenar de partits de tot el món. Va deixar el PSOE al juny de 2016.
El 23 d'octubre de 2015 Talegón va anunciar, al costat de l'exmagistrat Baltasar Garzón, la creació d'una nova formació política sota el nom de La izquierda amb l'objectiu de presentar-se a les eleccions generals del 20 de desembre. No obstant això, la seva estada al partit va durar tot just una setmana a causa de les seves discrepàncies amb Garzón i Gaspar Llamazares.
Actualment és directora d'opinió del Diario 16 i publica articles per a El Plural i OkDiario. També col·labora com a tertuliana a Las mañanas de Cuatro i a Preguntes freqüents de TV3.
En la campanya de les eleccions al Parlament de Catalunya de 2017, va intervenir en un acte d'ERC a Barcelona per defensar la candidatura dels partidaris de l'exvicepresident de la Generalitat de Catalunya, Oriol Junqueras.
El desembre de 2017 va ser condemnada per un delicte de difamació contra l'alcalde de Cabanillas del Campo a pagar una multa de 1500 € i les despeses processals, sentència confirmada el gener de 2018. Finalment el Juliol del 2020 el Tribunal Suprem va donar la raó a Talegón condemnant al alcalde de Cabanillas del Campo a pagar les despeses processals.
L'octubre de 2018 va entrar a formar part del Consell Assessor per a l'Impuls del Fòrum Cívic i Social per al Debat Constituent, un òrgan consultiu dedicat a fomentar el debat sobre el procés d'autodeterminació de Catalunya i organitzar un fòrum constituent per establir les bases d'una eventual República Catalana. Després de la resolució de la Junta Electoral Central que va impedir a Clara Ponsatí presentar-se en el número 3 de la candidatura de Junts per Catalunya a les eleccions al Parlament Europeu de 2019 a Espanya, Talegón va passar a ocupar el seu lloc a la llista de Junts, l'abril de 2019.

## Posicions
Activa defensora de l'homeopatia, va sol·licitar l'«autodeterminació terapèutica» per a aquesta disciplina pseudocientífica. També, des de les xarxes socials i la premsa, s'ha mostrat fermament contrària a la vacuna contra la COVID-19, tant en nens com en adults, afirmant que el vaccí no és eficaç i que és nociu per a la salut de les persones. També defensa el dret d'autodeterminació de Catalunya.

## Llibres publicats
- Talegón, Beatriz. No nos avergoncéis: la joven socialista que apuesta por regenerar la política (en castellà).  Grupo Planeta (GBS), 2013. ISBN 9788423347063.
- Talegón, Beatriz. Libertad de excepción: ocho voces perseguidas que no han logrado silenciar (en castellà).  Milenio Publicaciones S.L., 2018. ISBN 9788497438308.